# 大师 (2021年电影)
《大师》（英語：The Virtuoso）是一部2021年美國新黑色驚悚片，由尼克·史塔利亞諾執導、監製並與詹姆斯·C·沃爾夫（James C. Wolf）共同編劇，安森·蒙特、艾比·寇尼許和安東尼·霍普金斯主演。講述一名職業殺手奉老闆的委託，前往一個偏僻小鎮執行任務。電影於2021年4月30日採數位發行。

## 劇情
一名職業殺手接獲他神秘的老闆的新任務。他得到的唯一訊息是找到對方的時間和地點——下午5點在偏僻小鎮的一間鄉村小餐館裡。沒有名字，沒有描述，什麼都沒有。危險、欺騙和謀殺即將在此降臨。

## 演員
- 安森·蒙特飾演職業殺手（The Virtuoso）[2]
- 艾比·寇尼許飾演女招待（The Waitress）[2]
- 安東尼·霍普金斯飾演導師（The Mento）[2]
- 艾迪·馬森飾演獨行者（The Loner）[3]
- 大衛·摩斯飾演副警長（The Deputy）[3]
- 李察·布雷克飾演英俊強尼（Handsome Johnnie）[3]
- 狄歐拉·貝爾德飾演強尼的女友[3]

## 製作
主要拍攝2019年1月在加利福尼亞州聖伊內斯展開。拍攝作業也於2019年3月下旬至4月初在賓夕法尼亞州斯克蘭頓進行。

## 發行
獅門於2021年3月取得電影的北美和英國發行權。電影於2021年4月30日採數位發行，並同時在美國限定戲院上映。2021年5月4日發行DVD和藍光。

## 外部連結
- 互联网电影数据库（IMDb）上《大师》的资料（英文）